# Paiva
Paiva là một đô thị thuộc bang Minas Gerais, Brasil. Đô thị này có diện tích 58,313 km², dân số năm 2007 là 1630 người, mật độ 30,4 người/km².